# أضواء إفريقيا
أضواء أفريقيا (بالفرنسية: Lumières d'Afrique)‏ هو مهرجان سينمائي مخصص للسينما الأفريقية، يُقام في بيزانسون بفرنسا، منذ سنة 1996. 
منذ عام 2003، يُقام المهرجان سنويًا في بيزانسون، مسقط رأس الإخوة لوميير وفيكتور هوغو.

## روابط خارجية
- الموقع الرسمي